# Muerte de Christine Dacera
Christine Dacera (General Santos, Filipinas; 13 de abril de 1997 - Macati, Filipinas; 1 de enero de 2021) era una joven filipina que trabajaba como auxiliar de vuelo para la compañía aérea PAL Express. Fue encontrada inconsciente en el baño de una habitación del hotel City Garden Grand Hotel en Macati en Año Nuevo de 2021. Fue declarada «muerta al llegar» poco después de ser llevada de urgencia a un centro médico.
Su certificado de defunción, que en un principio se consideró un caso de violación y homicidio, indicaba como causa de la muerte un aneurisma aórtico, una forma de disección de la aorta; sin embargo, la familia de Dacera creía que Dacera había sido violada y cuestionó el informe médico-legal. En una investigación, las autoridades calificaron de «personas de interés» a once hombres que estuvieron con Dacera antes de su muerte.
Los cargos de violación y homicidio presentados contra los hombres fueron desestimados posteriormente por falta de pruebas, al igual que todos los demás cargos presentados contra la madre de Dacera, los abogados de ambas partes y el médico forense de la Policía Nacional de Filipinas, respectivamente. La muerte de Dacera atrajo la atención de los medios de comunicación debido a las sospechosas circunstancias que parecían contradecir las conclusiones de la Policía Nacional de Filipinas.

## Biografía
Su nombre de nacimiento era Christine Angelica Faba Dacera (13 de abril de 1997 - 1 de enero de 2021). Fue una azafata filipina de la aerolínea PAL Express, filial de la compañía de bandera del país, Philippine Airlines. Era la segunda de cuatro hermanos, se licenció cum laude en Artes Audiovisuales por la Universidad de Filipinas en Mindanao, en Dávao. Aunque Dacera pasó su juventud en General Santos, se trasladó a Manila por exigencias de su carrera en PAL Express.

## Investigación

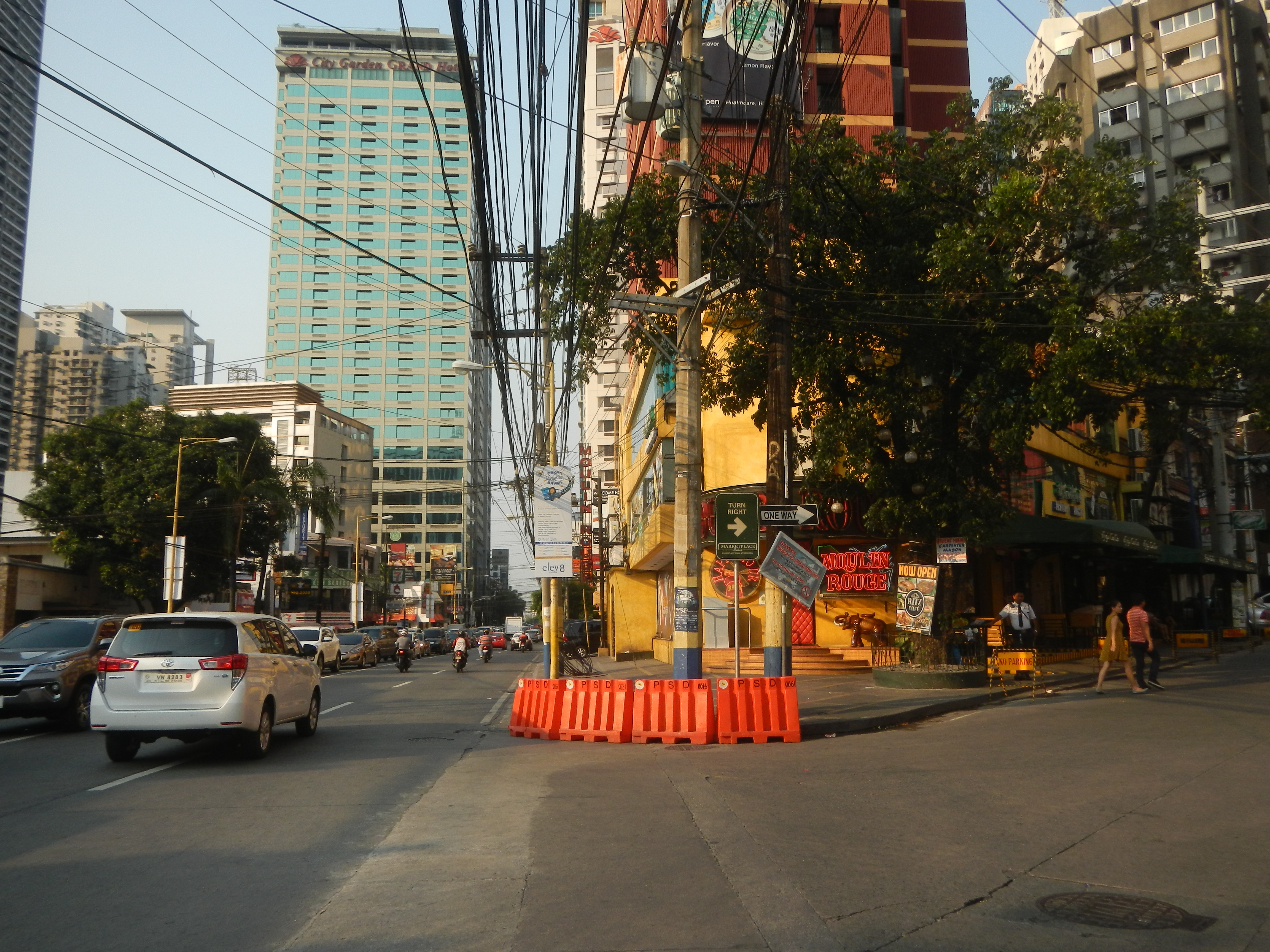
Fachada (al fondo) del City Garden Grand Hotel de Macati, donde Dacera iba a celebrar la fiesta de Nochevieja y en el que fue hallada en estado crítico.

El 31 de diciembre de 2020, a las 23:37 horas, Dacera contactó por última vez con su madre, a la que comentó que iba a celebrar el Año Nuevo con sus compañeros de trabajo en el City Garden Grand Hotel de Macati. Posteriormente a los hechos, cuando fue encontrada y se comprobó la gravedad de su estado fue trasladada al centro médico de la localidad, siendo declarada muerta a su llegada, siendo ya el 1 de enero de 2021.
Según funcionarios de la comisaría de policía de Macati, las grabaciones de CCTV con marca de tiempo recuperadas la mañana de la muerte de Dacera indican que la mujer y varios sospechosos estaban juntos, celebrando el Año Nuevo, varias horas antes de que se produjera el incidente. Dos de los amigos de Dacera que aparecen en las imágenes han declarado desde entonces que eran homosexuales y que «no le harían ningún daño». Aproximadamente al mediodía del 1 de enero, se encontró el cadáver de Dacera en una bañera de la habitación 2207 del City Garden Grand Hotel. Según la policía, se encontraron varios moratones en el cuerpo de Christine y había indicios de que Dacera había sufrido malos tratos. En la autopsia no se encontraron signos de asfixia ni de golpes en la cabeza.
La policía trató inicialmente el caso como una «violación-asesinato», pero según el informe de la autopsia realizada por el forense, el mayor de la policía Michael Nick Sarmiento, Dacera murió por la rotura de un aneurisma aórtico. La policía declaró que la causa de la muerte podría haber sido natural; sin embargo, en el cuerpo de Dacera se encontraron laceraciones en los muslos, contusiones en las rodillas y arañazos. También se encontraron laceraciones y esperma en sus genitales, lo que indica que hubo contacto sexual antes de la muerte de Dacera. El 5 de enero de 2021, tras la identificación de varios sospechosos, la Policía Nacional de Filipinas (PNP) declaró «resuelto» el caso de Dacera, a pesar de las denuncias generalizadas de falta de pruebas y de una investigación «chapucera». Ese mismo día, el general Debold Sinas, jefe de la Policía Nacional de Filipinas, amenazó con dar caza a los sospechosos de la muerte de Dacera si no se entregaban en un plazo de tres días. Desde entonces se ha realizado una segunda autopsia al cadáver, pero los resultados siguen siendo confidenciales.
El 7 de enero de 2021, la PNP admitió que por el momento no había reunido pruebas suficientes para investigar adecuadamente las circunstancias y los posibles autores de la muerte de Dacera. El 10 de enero, la Oficina Nacional de Investigación (NBI) obtuvo fluidos corporales de los restos de Dacera procedentes de la segunda autopsia, realizada el 9 de enero. Las muestras aún no han sido sometidas a una prueba de ADN. El mismo día, la PNP dijo que había identificado a los ocho participantes en la habitación 2207, donde se produjo la muerte y los acontecimientos de la noche.
El 27 de enero de 2021, la Policía Nacional de Filipinas hizo público un informe médico-legal que indicaba que Dacera había muerto por causas naturales, en concreto de aneurisma aórtico, descartando el homicidio; sin embargo, la familia de la víctima impugnó los resultados. En respuesta, el 29 de enero, Salvador Panelo reprendió al bando de Dacera, diciendo: «No se emprende una cruzada en busca de justicia por un crimen que ni siquiera ha tenido lugar, castigando a personas inocentes por el camino. Eso está mal. Dios mío!».
El 23 de abril de 2021, la Fiscalía de Macati desestimó los casos de violación y homicidio presentados contra los 11 demandados por falta de pruebas. El 7 de febrero de 2022, se desestimaron todos los casos relacionados contra los demandados, la madre de Dacera, Sharon, los abogados de ambas partes y el oficial médico-legal de la Policía Nacional de Filipinas PMaj. Michael Nick Sarmiento, respectivamente.

### Investigación del City Garden Grand Hotel
El City Garden Grand Hotel fue investigado por posibles infracciones de la normativa relacionada con la pandemia de COVID-19 en curso, concretamente en relación con una disposición según la cual sólo se permite el registro de dos personas en una habitación. Posteriormente, el 14 de enero, el Departamento de Turismo revocó el permiso de funcionamiento del hotel, suspendió su acreditación durante seis meses y le impuso una multa de 10 000 pesos filipinos (al cambio, algo más de 160 euros).